# Michael Omartian
Michael Omartian (Evanston, 26 de noviembre de 1945) es un cantante, compositor, arreglista, tecladista y productor musical estadounidense. Produjo discos número uno en tres décadas consecutivas. Ha obtenido 11 nominaciones a los premios Grammy y ha ganado tres. Pasó cinco años en A&R de ABC/Dunhill Records como productor, artista y arreglista; luego fue contratado por Warner Records como productor interno y miembro del personal de A&R. Omartian se mudó de Los Ángeles a Nashville en 1993, donde formó parte de la Junta de Gobernadores de la Academia de la Grabación, y ha ayudado a dar forma al plan de estudios del primer programa de maestría en el campo de los negocios musicales en la Universidad de Belmont.
Los artistas para los que Omartian ha producido álbumes incluyen a Clint Black, Michael Bolton, Debby Boone, Steve Camp, Peter Cetera, Christopher Cross, Joe Esposito, Amy Grant, Benny Hester, Whitney Houston, The Imperials, The Jacksons, Reba McEntire, Dolly Parton, Cliff Richard, Steely Dan, Rod Stewart, Donna Summer, Wayne Watson, Billy Joel y Trisha Yearwood.

## Vida y carrera
Omartian nació en Evanston, Illinois. Comenzó a tocar el piano a la edad de cuatro años, y poco después comenzó a tocar la batería. Estudió en la Northwestern University. En 1970, se mudó a California para seguir una carrera como músico. Primero trabajó como músico de estudio para Steely Dan, Billy Joel y los Four Tops, entre otros, y los instrumentos que grabó incluyeron teclados, tabla, acordeón, pandereta y tambores metálicos. En 1974 lanzó su primer álbum en solitario. Sin embargo, ni este ni sus otros lanzamientos como solista tuvieron éxito comercial. En 1975, fue contratado como productor musical en ABC Records. En el mismo año, formó la banda Rhythm Heritage con el productor Steve Barri, que tuvo un éxito número uno en el Billboard Hot 100 en febrero de 1976 con "Theme from S.W.A.T.". Al año siguiente, se trasladó a Warner Brothers Records. Desde principios de la década de 1980, trabajó como productor musical independiente.
Tuvo su mayor éxito como productor musical junto a Christopher Cross. Produjo sus álbumes Christopher Cross y Another Page y los sencillos "Sailing", "Ride Like the Wind" y "Arthur's Theme (Best That You Can Do)". 
En 1980, Omartian recibió tres Premios Grammys, Mejor Arreglo Vocal Acompañante, Grabación del Año por el sencillo "Sailing", así como al Álbum del Año por el álbum Christopher Cross. Continuó produciendo a artistas como Kenny Loggins, Jennifer Rush, Rod Stewart, Cliff Richard y Jermaine Jackson, incluidos álbumes como Solitude/Solitaire de Peter Cetera, que contó con un éxito mundial con "Glory of Love".
En 1985, Omartian fue arreglista y tecladista para el éxito número 1 "We Are the World" y también fue coproductor junto a Quincy Jones. Como compositor, ha trabajado para Vince Gill, Amy Grant, Al Jarreau y Richard Marx, entre otros. Junto con Donna Summer, escribió su exitoso sencillo "She Works Hard for the Money". Como arreglista, ha trabajado en grabaciones de Gladys Knight, The Righteous Brothers y Dusty Springfield, entre otros.
Omartian ha estado casado desde 1973 con Stormie Omartian, autora de libros cristianos y ex cantante de Glen Campbell, Neil Diamond y Ray Charles, entre otros. Juntos lanzaron cinco álbumes de música pop cristiana. La pareja tiene tres hijos.